# 180940 Bighornfire
180940 Bighornfire è un asteroide della fascia principale. Scoperto nel 2005, presenta un'orbita caratterizzata da un semiasse maggiore pari a 2,3449543 au e da un'eccentricità di 0,1740398, inclinata di 3,90227° rispetto all'eclittica.